# İbret-i Alem (singolo)
İbret-i Alem è il primo singolo di Emre Altuğ e Levent Yüksel estratto dall'album İbret-i Alem (1998).Il video di İbret-i Alem è stato girato dal regista Ömer Faruk Sorak, e le riprese sono state fatte a Beyoğlu nel dicembre 1997.

## Cover
Nel 2005, Emre Altuğ  ha inciso la versione 80's,acoustic e remix, inserita nell'album Sensiz Olmuyor.